# Хоккейный клуб
Хоккейный клуб — спортивная организация, участвующая в соревнованиях по хоккею с шайбой. Кроме собственно спортсменов-хоккеистов, в состав клуба входят тренер и его помощники, менеджеры клуба, врачи и прочий обслуживающий персонал. Непосредственно основная команда состоит из двадцати и более игроков.
Одному клубу может принадлежать несколько команд, выступающих в разных лигах, юношеская команда, спортивные школы, стадион и тренировочная база.

## В России
В России деятельность любых спортивных клубов регулируется федеральным законом «О физической культуре и спорте в Российской Федерации». Спортивные клубы могут создаваться юридическими и физическими лицами. При этом клубам могут оказывать содействие органы исполнительной власти любого уровня посредством:
1. строительства, реконструкции, ремонта спортивных сооружений и иных объектов спорта;
2. передачи в безвозмездное пользование или долгосрочную аренду на льготных условиях помещений, зданий, сооружений, являющихся собственностью Российской Федерации или субъектов Российской Федерации либо муниципальной собственностью;
3. обеспечения спортивным инвентарём и оборудованием;
4. оказания иной поддержки в порядке и в случаях, которые установлены нормативными правовыми актами федеральных органов исполнительной власти, нормативными правовыми актами органов государственной власти субъектов Российской Федерации или муниципальными правовыми актами.

Спортивные клубы осуществляют свою деятельность за счёт собственных средств и иных не запрещённых законодательством источников. В России средства на содержание хоккейных клубов как правило идут из двух источников — бюджета региона и денег частных фирм (прежде всего фирмы-владельца). С 2012 года бюджетное финансирование российских клубов, скорее всего, будет запрещено. Особо состоятельные клубы могут позволить себе строительство стадионов.